# Friedrich Boie
Pour les articles homonymes, voir Boie.
Friedrich Boie est un naturaliste, né le 4 juin 1789 à Meldorf dans le duché de Holstein et mort le 3 mars 1870 à Kiel.
C'est le frère du naturaliste Heinrich Boie (1794-1827). Friedrich Boie est l'auteur de Bemerkungen über Merrem's Versuch eines Systems der Amphibien qui paraît dans la revue de Lorenz Oken (1779-1851), Isis, en 1827.

## Découvertes
Zonure